# 科通芯城
科通芯城(英語：Cogobuy Group PLC., 港交所：400)是一家中国集成电路及其他电子元器件交易电商平台，母公司是科通集团。

## 历史
2012年2月1日由康敬伟创建于深圳，2014年7月在香港证券交易所挂牌上市。